# Ise (Schiff, 1917)
Die Ise (jap. 伊勢) war ein Schlachtschiff und späterer Hybridflugzeugträger der Kaiserlich Japanischen Marine. Der Name ist der einer ehemaligen Provinz auf dem Boden der heutigen Präfektur Mie. Sie war das Typschiff der gleichnamigen Ise-Klasse. Ihr folgte als einziges Schwesterschiff die am 27. Januar 1917 vom Stapel gelaufene Hyūga. Sie waren bis dato die kampfstärksten Kriegsschiffe des japanischen Kaiserreichs und nach den reinen Daten sogar der zeitgenössischen amerikanischen Pennsylvania-Klasse überlegen.

## Geschichte

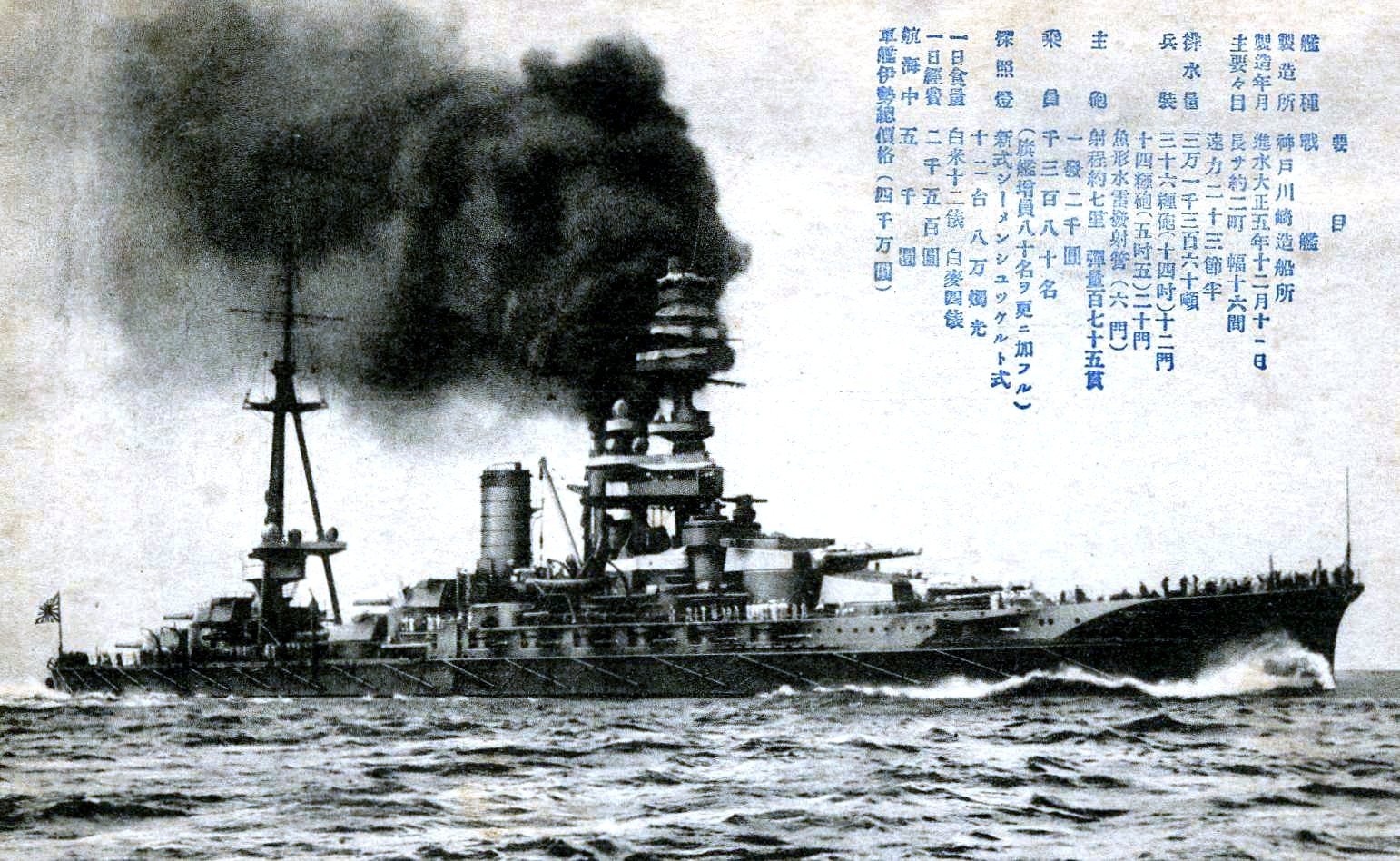
Ise nach ihrer Fertigstellung, noch mit Halterungen für Torpedoschutznetze an den Bordwänden.

Nach ihrer Indienststellung im Jahr 1917 wurde die Ise der 1. Flotte zugeteilt. Sie führte in den folgenden Jahren mehrere Patrouillenfahrten durch, so 1920 und 1922 vor der Sibirischen Küste, 1922 und 1926 vor der Chinesischen Küste und war als Transporter für Lebensmittel und medizinische Hilfsgüter im September 1923 nach dem großen Kantō-Erdbeben eingesetzt. Sie erhielt in der Folgezeit mehrere kleinere Modifikationen, wie Katapulte für Wasserflugzeuge, eine geschwungene Rauchabzugshaube für den Schornstein, und der maximal mögliche Erhöhungswinkel der Hauptartillerie wurde 1921 von 20° auf 30° gesteigert. Im Zuge der Spannungen mit China wurde sie 1931 und 1932 mehrfach vor der chinesischen Küste eingesetzt. Zwischen 1935 und 1937 wurde sie erstmals umfassend modernisiert.

### Einsatz im Pazifikkrieg
Bis zu ihrem im September 1942 beginnenden Totalumbau wurde die Ise nur dreimal eingesetzt, zunächst bei zwei ergebnislosen Abfangeinsätzen gegen den amerikanischen Angriff auf Minami-Torishima (März 1942) und den Halsey-Doolittle-Angriff der US-Trägerflotte gegen Japan (April 1942), wobei ein sowjetischer Frachter aufgebracht wurde. Danach lief das Schlachtschiff zur Schlacht um Midway im Juni 1942 aus. Die Ise gehörte zum Hauptverband unter Admiral Yamamoto, der keinen Feindkontakt hatte, während die erste Flugzeugträgergruppe unter Vizeadmiral Nagumo vernichtet wurde. Zwischen Februar 1943 und August 1943 wurde sie in der Folge der Schlacht von Midway zum Hybridflugzeugträger umgebaut.
(Für die technischen Details des Umbaus siehe den Hauptartikel → Ise-Klasse)

#### Schlacht vor Kap Engaño
Die Ise kämpfte bei der letzten großen Schlacht, an der sie teilnahm, der See- und Luftschlacht im Golf von Leyte im Oktober 1944 in Admiral Ozawas Köderflotte vor Kap Engaño, ohne die Flugzeuge, die eigentlich ihr größter Trumpf sein sollten. Die beiden Hybridflugzeugträger operierten für kurze Zeit unabhängig von der Trägerflotte, um ebenfalls auf die amerikanische Landungsflotte vorzustoßen, wurden aber nach Luftangriffen wieder zu den Flugzeugträgern zurückgezogen.
Die Ise erhielt einen Bombentreffer am Backbord-Katapult, mit ca. 40–50 verletzten und getöteten Besatzungsmitgliedern. Auch wurden die Torpedowulste durch Nahtreffer beschädigt. Eine ernsthafte Gefahr für das Schiff bestand aber nicht. Die Ise kehrte zunächst über Amami-O-Shima nach Kure zur Reparatur (gefolgt vom Ausbau der Katapulte zur Verbesserung des Schussfeldes der verbliebenen Geschütztürme) zurück und wurde alsdann über Sasebo wieder zur Verteidigung der Philippinen beordert. In der Folge diente sie dem Schutz der Verbindungslinie von Japan nach Singapur und kehrte wegen der sich ständig verschlechternden Lage dann am 20. Februar 1945 nach Kure zurück.

### Zerstörung in Kure

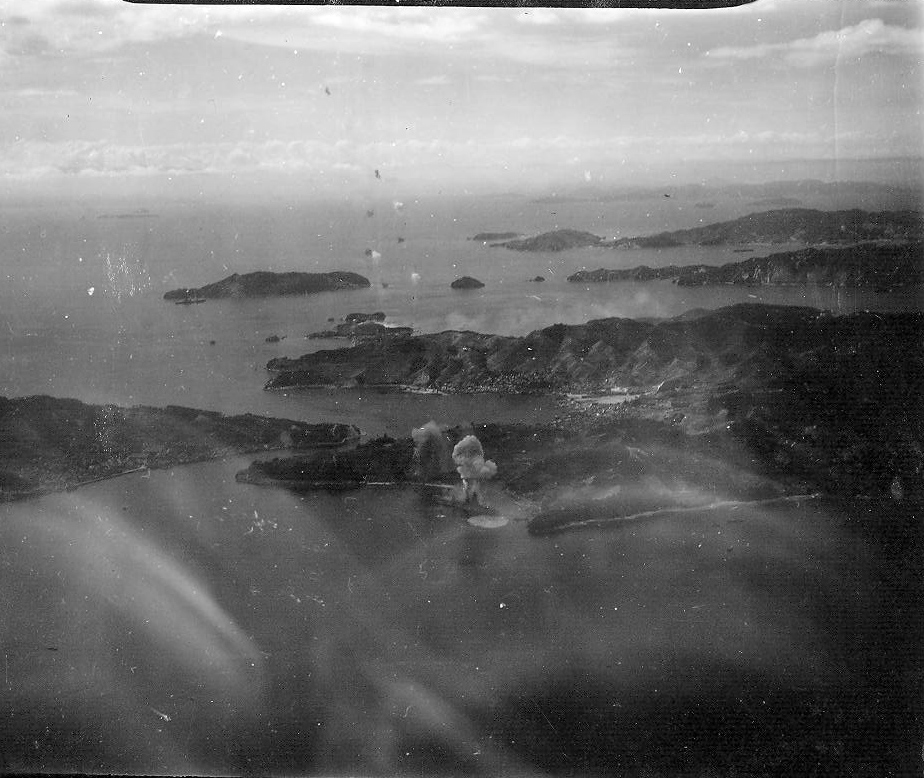
Ise an ihrem Ankerplatz bei Kure während eines amerikanischen Luftangriffs.

Im März 1945 erfolgte der erste Angriff amerikanischer Trägerflugzeuge auf die in Kure stationierten japanischen Kriegsschiffe, wobei auch die Ise von Bomben beschädigt wurde. Daraufhin wurde sie als schwimmende Flak-Plattform in Küstennähe bei 34° 11′ 59″ N, 132° 31′ 44″ O verankert, mit einem Tarnanstrich versehen und schließlich am 28. Juli 1945 von amerikanischen Flugzeugen der Task Force 38 an ihrem Ankerplatz versenkt.
Die Ise erhielt bei diesen Angriffen zwischen dem 24. und 28. Juli mehrere Volltreffer durch Fliegerbomben von 227 kg, 454 kg und 907 kg, die zum Teil mit Verzögerungszündern ausgestattet waren. Davon trafen einige Bomben besondere Schwachstellen und richteten schwere Schäden an.
Eine 454-kg-Bombe durchschlug an der Steuerbordseite, auf Höhe von Turm A, die Oberseite der ehemaligen Stellung eines 14-cm-Geschützes, setzte ihren Weg knapp sieben Meter ins Schiffsinnere fort und sprengte bei ihrer Explosion den vorderen Teil des Torpedowulstes und die Gürtelpanzerplatte, unterhalb der Wasserlinie, auf einer Fläche von 4,5 × 3 Metern, nach außen ab, so dass es zu einem schweren Wassereinbruch kam. Eine 227-kg-Bombe fiel knapp an der Bordwand vorbei und durchschlug die Oberseite des Torpedowulstes an Steuerbord, auf Höhe des Maschinenraums. Die Explosion riss den Torpedowulst auf, und die Wassereinbrüche fluteten sofort den Steuerbordmaschinenraum und die Magazine der Türme “C” und “D”. Das Schiff bekam so zunächst eine starke Schlagseite nach Steuerbord. Eine 907-kg-Bombe verfehlte das Schiff, setzte ihren Weg aber unter Wasser fort und detonierte unterhalb des Gürtelpanzers, an der Unterkante des Torpedowulstes, auf Höhe der Brückenaufbauten an Backbord. Knapp 20 Meter des Wulstes wurden abgerissen, und es kam zu schweren Wassereinbrüchen, die das Schiff mit dem Bug bis auf den Hafengrund absacken ließen. Das Schiff wurde dann im Verlaufe des 28. Juli von den überlebenden Besatzungsmitgliedern aufgegeben.
Das Achterschiff war durch zahlreiche Bombentreffer oberhalb der Wasserlinie zerstört, so dass progressive Flutungen aus dem Bereich mittschiffs schließlich das gesamte Schiff mit Wasser füllten und auf den Grund sacken ließen, da die zerstörten Abteilungen im Achterschiff keinen Auftrieb mehr liefern konnten. Das Alter des Schiffes wird als einer der Gründe, die zum endgültigen Sinken beitrugen, angegeben, da einige der Schotten bereits undicht gewesen sein sollen.
Da die Ise in seichtem Wasser auf Grund lag, konnte sie Jahre nach dem Krieg abgewrackt werden. Vom Wrack existieren unmittelbar nach dem Krieg von den Amerikanern angefertigte Farbfilme, die Details, den Tarnanstrich und auch die Konstruktion des Flugdecks gut zeigen.

## Darstellung im Modellbau
Aufgrund der Tatsache, dass die Ise als sogenannter „Hybridträger“ eine sehr außergewöhnliche Konstruktion war, ist das Schiff auch heute noch bekannt und wird in Nachbildung sowohl in Form von Modellbausätzen wie auch Fertigmodellen angeboten. Großserien-Plastik-Bausätze japanischer Hersteller existieren u. a. seit vielen Jahren in den Maßstäben 1:500 und 1:800, am populärsten ist aber wohl eine Darstellung im Standardmaßstab 1:700 als Wasserlinienmodell, die der Hersteller auch jüngst überarbeitet hat. Lackierte Metall-Fertigmodelle der Ise als Flugdeck-Schlachtschiff werden zudem im gängigen Sammlermaßstab 1:1250 Wasserlinie u. a. von bekannten japanischen und deutschen Anbietern hergestellt.